# Kinnlymphknoten

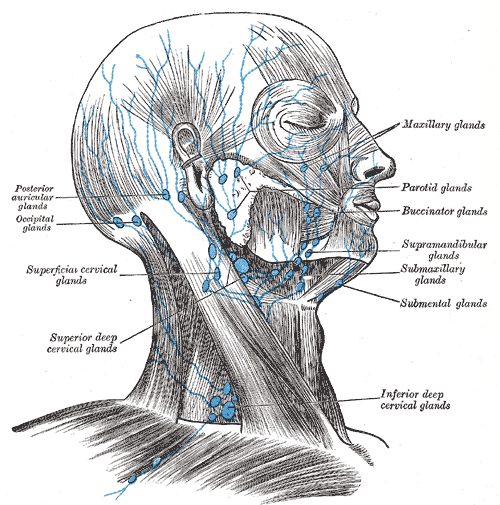
Kopf- und Halslymphknoten des Menschen, Kinnlymphknoten hier als submental glands bezeichnet.

Die Kinnlymphknoten (Nodi lymphoidei [Nll.] submentales) sind eine Gruppe von Lymphknoten am Kinn des Menschen, zwischen den vorderen Bäuchen der Mm. digastrici im Trigonum submentale. Das Einzugsgebiet (tributäre Gebiet) sind neben dem Kinn die Unterlippe, der Mundhöhlenboden und die Zungenspitze. Der Lymphabfluss erfolgt über die Unterkieferlymphknoten zu den tiefen Halslymphknoten.